# سينما فرنسا
تضم سينما فرنسا الأفلام والأعمال الفنية التي أنتجت ضمن فرنسا أو أخرجت من قبل مخرجين فرنسيين ضمن فرنسا أو في الخارج.
فرنسا هي منشأ السينما ووضعت حجر الأساس للعديد من المساهمات الهامة في الشكل الفني وعملية صنع الأفلام بحد ذاتها. بدأت العديد من التيارات السينمائية الهامة، بما في ذلك الموجة الجديدة، في هذه البلاد. يلاحظ وجود إنتاج أفلام قوية بشكل خاص، ويرجع ذلك جزئيًا إلى الحماية التي توفرها الحكومة الفرنسية.
بصرف النظر عن كيانها السينمائي القوي والمبتكر، كانت فرنسا أيضًا مكانًا لالتقاء الفنانين من جميع أصقاع أوروبا والعالم. لهذا السبب، تتداخل السينما الفرنسية أحيانًا مع سينما الدول الأجنبية. كان مخرجون من دول مثل بولندا (رومان بولانسكي، كريستوف كايسلوفسكي وأندريه زولاواسكي) والأرجنتين (غاسبر نوي وإدغاردو كوزارنسكي) وروسيا (ألكسندر ألكسيف وأناتول ليتفاك) والنمسا (مايكل هاينيكي) وجورجيا (جيلا بابلواني وأوتار لوسيليلاني) بارزون في صفوف السينما الفرنسية. وفي المقابل، كان للمخرجين الفرنسيين تأثير غاية في الأهمية في البلدان الأخرى مثل لوك بيسون، جاك تورنور أو فرانسيس فيبير في الولايات المتحدة.
يوجد عنصر آخر يدعم هذه الحقيقة ويؤكد عليها وهو أن باريس تنطوي على أكبر الأرقام لدور السينما في العال، وذلك يُقاس إحصائيًا بعدد دور السينما في كل تجمع سكاني. إضافة إلى أنه في معظم دور السينما في وسط مدينة باريس تُعرض الأفلام الأجنبية، التي تعرض في دور السينما في المناطق الأخرى ضمن دور «الأعمال الفنية»، ضمن جدول الأعمال السائدة التي تُعرض بشكل اعتيادي. أدخل فيليب بينانت في 2 فبراير 2000 أول جهاز إسقاط سينمائي رقمي، باستخدام تقنية دي إل بي سينما، في أوروبا إلى باريس. تفتخر باريس أيضًا بسيتي دو سينما، وهو استوديو رئيسي شمال المدينة.
تعد فرنسا من أكثر الدول نجاحًا من حيث صناعة الأفلام في أوروبا، وذلك بحسب عدد الأفلام التي تُنتج سنويًا، مع تحقيق رقم قياسي بلغ 300 فيلم روائي طويل أنتجوا عام 2015. وتعد فرنسا من الدول القليلة التي تحظى فيها المنتجات غير الأمريكية بالشأن والنسبة الأكبر: إذ كانت نسبة الأفلام الأمريكية من إجمالي نسبة القبول 44.5% فقط (35.5% عام 2015 و35.3% عام 2016). إضافةً إلى ذلك، تعد صناعة السينما الفرنسية شبه مكتفية ذاتيًا وذلك أكثر من أي دولة أوروبية أخرى، إذ تُسترد حوالي 80-90% من التكاليف من خلال العائدات المنتجة في السوق المحلية وحدها.
في عام 2013، كانت فرنسا ثاني أكبر مصدر للأفلام في العالم بعد الولايات المتحدة. أظهرت دراسة في أبريل 2014 الصورة الإيجابية التي تحتفظ بها السينما الفرنسية في جميع أنحاء العالم، كونها السينما الأكثر تقديرًا بعد السينما الأمريكية.

## التاريخ
أصدر الإخوة لوميير العرض الأول مع التصوير السينمائي في باريس في 28 ديسمبر 1895. كانت صناعة السينما الفرنسية في أواخر القرن التاسع عشر وأوائل القرن العشرين هي الأكثر أهمية في العالم. اخترع أوغست ولويس لوميير التصوير السينمائي، ويعتبر العديد من المؤرخين أن فيلمهما لاريفي دان ترين آن غار دو لا كيوتات كان بمثابة الولادة الحقيقية والأولى للتصوير السينمائي.
شهدت البدايات الأولى للصناعة السينمائية في فرنسا هيمنة أربع شركات: شركة باثي، شركة أفلام غومونت، شركة ميلييس وشركة الإخوة لوميير. اخترع جورج ميلييس العديد من التقنيات في القواعد السينمائية، ومن بين مواضيعه الرائعة التي كانت بمثابة بداية للسينما السوريالية هو فيلم الخيال العلمي الأول رحلة إلى القمر (لو فوياج دان لا لون) في عام 1902.
في عام 1902، تخلى لوميير عن كل شيء باستثناء إنتاج أسهم الأفلام، تاركًا ميلييس كالأضعف بين الثلاثة الآخرين (يتقاعد في عام 1914). من 1904 إلى 1911 قادت شركة باثي العالم في إنتاج وتوزيع الأفلام. في غومونت، عُينت أليس غاي بلاشي الرائدة (سكرتيرة غومونت السابقة) رئيسةً للإنتاج وأشرفت على حوالي 400 فيلم، من أول فيلم لها، لا في أو شو، في عام 1896، حتى عام 1906. ثم واصلت مسيرتها المهنية في الولايات المتحدة كما فعل موريس تورنور وليونس بيريت بعد الحرب العالمية الأولى.
في عام 1907 امتلكت شركة غومونت وأدارت أكبر استوديو سينمائي في العالم، إلى جانب الازدهار في مجال بناء «دور السينما الفاخرة» مثل قصر غومونت وقصر باثي (كلاهما عام 1911). إذ أصبحت السينما تحديًا اقتصاديًا للمسرح الشرعي بحلول عام 1914.

### بعد الحرب العالمية الأولى
بعد الحرب العالمية الأولى، عانت صناعة السينما الفرنسية نتيجة نقص رأس المال، وتناقص إنتاج الأفلام كما حدث في معظم البلدان الأوروبية الأخرى. أتاح هذا المجال لصناعة الأفلام في الولايات المتحدة بدخول سوق السينما الأوروبية، إذ كان يمكن بيع الأفلام الأمريكية بسعر أرخص من المنتجات الأوروبية، وذلك لأن الاستوديوهات قد استردت بالفعل تكاليفها في السوق المحلية. عندما بدأت استوديوهات الأفلام في أوروبا بالتراجع والفشل، بدأت العديد من الدول الأوروبية في وضع حواجز على الاستيراد. إذ قامت فرنسا بتثبيت حصة استيراد تبلغ 1: 7، وهذا يعني أنه مقابل كل سبعة أفلام أجنبية مستوردة إلى فرنسا، سوف يتم إنتاج فيلم فرنسي وعرضه في دور السينما الفرنسية.
خلال الفترة بين الحرب العالمية الأولى والحرب العالمية الثانية، أصبح جاك فيدر وجان فيغو اثنين من مؤسسي الواقعية الشعرية في السينما الفرنسية. كما سيطروا على السينما الانطباعية الفرنسية، إلى جانب آبل غاس وجيرمان دولاك وجان إبستاين.

## وصلات خارجية
- Films in French
- KinoFrance – forum
- Unifrance.org
- Sacramento French Film Festival
- Biographies and autographs of French cinema stars
- List of French Movies
- French Films
- French Directors